# Samuel Arje
Samuel Arje (1875, nebo 17. ledna 1872, Vasyliv – 20. ledna 1950, Jeruzalém) byl český rabín, pedagog, člen řady sionistických organizací a veřejný činitel.

## Život

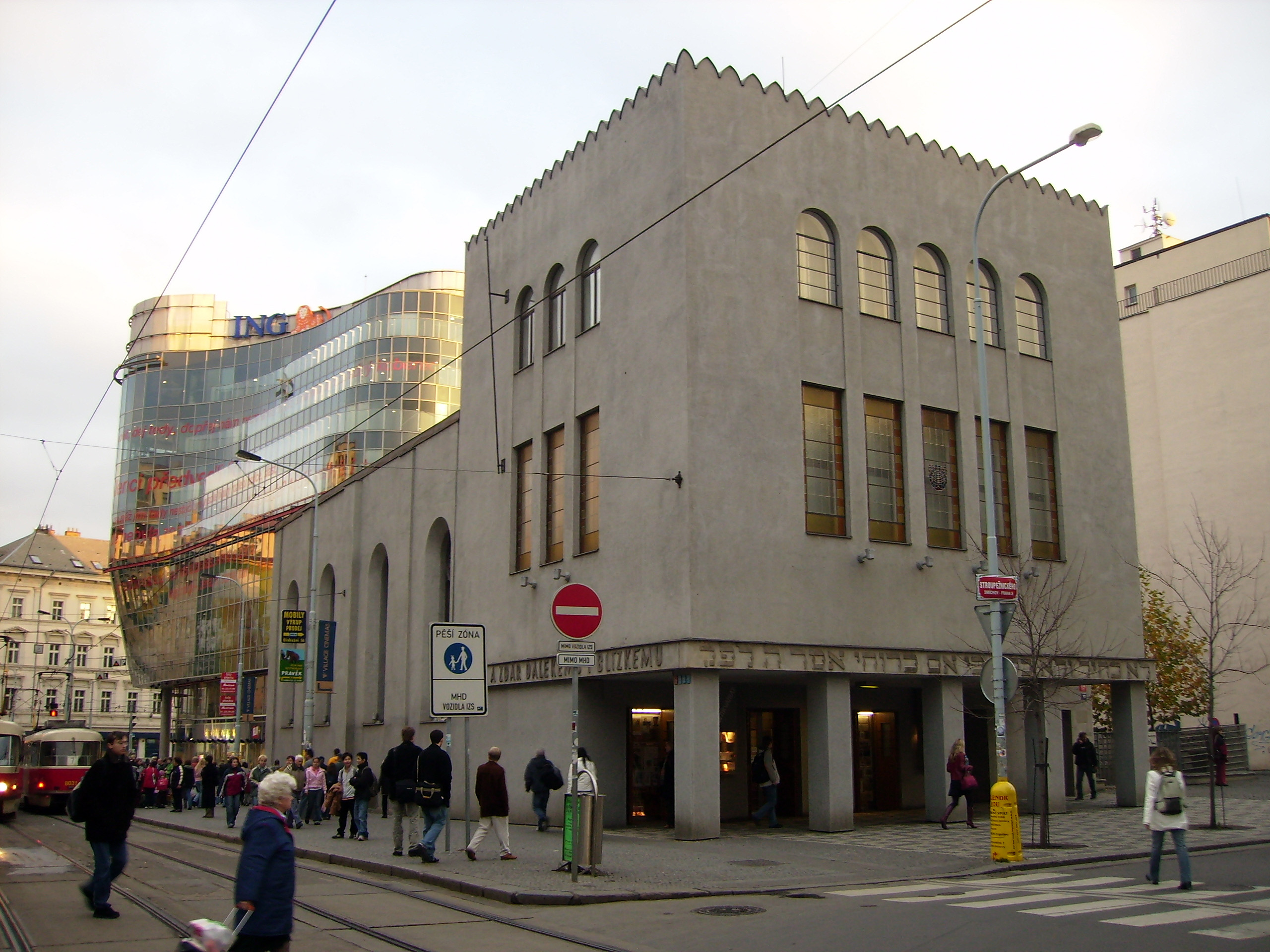
Smíchovská synagoga

Narodil se ve Wassileu (Vasyliv) v Bukovině.
Již v mládí byl znám svou zběhlostí v talmudu, ale také mimořádnou schopností ujasnit text jiným. Získal několik rabínských autorizací a oficiální teologická studia si doplnil na rabínském semináři ve Vídni.
Své první rabínské místo nastoupil v Dobříši, odkud v roce 1909 odešel na Smíchov. V předválečné době působil jako rabín Smíchovské synagogy, která se vedle vinohradské a karlínské synagogy řadila k významným centrům liberálního judaismu v Praze.
Kromě rabínské pozice zastával řadu dalších funkcí: byl spoluzakladatelem a členem prezidia židovské školy v Praze, předsedou Svazu rabínů v Čechách, členem B'nai B'rith a řady dalších sionistických organizací.
Před vypuknutím druhé světové války odešel do britské Palestiny, kde se usídlil v Jeruzalémě. I zde se zúčastňoval společenského života, byl ve stálém kontaktu s vrchním aškenázským rabínem Herzogem a byl předsedou organizace rabínů z Československa. Věnoval zde však více času také talmudickému studiu a získal si i v tomto prostředí respekt jako znalec talmudu.
V Palestině působil také jako vojenský kaplan a byl náboženským poradcem československé zahraniční armády. Z Jeruzaléma dojížděl k československé jednotce a vedl sobotní bohoslužby.
V roce 1942 se jeho žákem stal polní kaplan rabín Hanuš Rezek a dočasně byl přidělen k Československé vojenské misi v Jeruzalémě za účelem školení na kantora.

## Dílo
Za svého působení v Praze vydal pojednání o kabale, po dlouhou dobu jedinou česky psanou rabínskou publikací na toto téma:
- ARJE, S. Pojednání o židovské mystice. Praha: Sfinx, 1922. (Spisy o kabale; sv. 1).
- Podstata a vývoj kabaly čili židovské mystiky od nejstarších dob až do doby přítomné. Vydáno jako úvod k českému překladu Kabaly J. C. Agrippy z Nettesheimu, 1922, přetisk 1990.

## Potomci
S manželkou Minnou měl tři syny: Otto Arje, Kurt Arje, Herbert Arje. Kurt Arje se během druhé světové války účastnil bojů v Africe proti Italům a Němcům.
Po válce se dočasně vrátil do Prahy k práci v židovské obci. Jeden z jeho synů zůstal ve Spojeném království, kde dočasně působil pro BBC. Druhý syn se po válce vrátil do Prahy, kde žil až do okupace v roce 1968 a třetí syn se usadil v Izraeli.
Vnučka rabi Arjeho, Hanna Arie-Gaifman, dcera Herberta Arje vystudovala hudbu a literaturu a od roku 2000 je ředitelkou Tischova uměleckého centra 92nd Street Y v New Yorku. Její manžel Chajim Gaifman je profesorem logiky na Columbia University.
Vnuk rabi Arjeho Dan Arje se narodil ve stejný den, kdy rabín zesnul. Na počest dědečka pojmenoval svého syna jménem Samuel Arje (*1981).